# Zawada (Kadłub Wolny)
Zawada – część wsi Kadłub Wolny w Polsce, położona w województwie opolskim, w powiecie oleskim, w gminie Zębowice.
W latach 1975–1998 Zawada administracyjnie należała do ówczesnego województwa opolskiego.